# Childwall
Childwall är en stadsdel i Liverpool, i distriktet Liverpool, i grevskapet Merseyside, i England. Ward hade 13 262 invånare år 2021. Childwall var en civil parish fram till 1922 när blev den en del av Liverpool. Civil parish hade 144 invånare år 1921. Childwall var ett distrikt från 1894 till 1913 då den blev en del av Liverpool. Byn nämndes i Domedagsboken (Domesday Book) år 1086, och kallades då Cildewelle.